# José Serra
Ne pas confondre avec José Serra Gil, coureur cycliste espagnol.
 (août 2017).
Si vous disposez d'ouvrages ou d'articles de référence ou si vous connaissez des sites web de qualité traitant du thème abordé ici, merci de compléter l'article en donnant les références utiles à sa vérifiabilité et en les liant à la section « Notes et références ».
José Serra, né le 19 mars 1942 à São Paulo, est un homme politique brésilien. Ancien ministre sous la présidence de Fernando Henrique Cardoso, il est maire de São Paulo de 2005 à 2006, puis gouverneur de l'État de São Paulo de 2007 à 2010. Il est le candidat de l'opposition à l'élection présidentielle brésilienne de 2010.

## Biographie

### Jeunesse et exil
Fils unique d'immigrants italiens, son père (décédé en 1980), provenait de Corigliano Calabro, en Calabre et travaillait comme vendeur de fruits. Il habite dès son enfance dans le quartier italien de São Paulo, Mooca. À la fin de son adolescence, il déménage à Ipiranga, habité par des classes moyennes.
Il entre en 1960 à l'École polytechnique de l'Université de São Paulo en ingénierie civil et fut, à 21 ans, président de l'Union nationale des étudiants. Il participe à la fondation de l'Ação Popular (pt), issue d'une fusion, en 1962, entre l'Action catholique et la Jeunesse universitaire catholique (JUC). L'Action populaire était influencée par le personnalisme (Mounier), Jacques Maritain, etc.
Dès le début de la dictature militaire (1964-1985), il part en exil, après s'être réfugié à l'ambassade bolivienne. Il part d'abord en France (1965), puis au Chili, où il rencontre Sylvia Mónica Allende Ledezma (pt), sa future femme, psychanalyste et danseuse. Il aura deux enfants, en 1969 et 1973.
Étant brièvement retourné au Brésil en mars 1965, il doit fuir à nouveau après qu'une réunion de l'Action populaire ait été repérée et ses participants détenus. Il milite au Chili avec d'autres exilés, comme Fernando Gabeira, Almino Afonso et Betinho (alias César Maia (pt)).
Lors du coup d'État de Pinochet, il est interné dans le Stade national. Libéré, il se réfugie à l'ambassade italienne, où il reste 8 mois avant d'obtenir un laissez-passer. Il se rend aux États-Unis, et obtient un doctorat en sciences économiques à l'université Cornell (Ithaca – New York). De 1976 à 78, il enseigne en tant que professeur invité à l'Institute for Advanced Study de Princeton.
Après 14 ans d'exil, il rentre au Brésil en 1977, deux ans avant la loi d'amnistie (pt). Il essaie de militer au sein du Mouvement démocratique du Brésil (MDB), le parti d'opposition, bien qu'étant privé de ses droits politiques. Il organise alors la campagne sénatoriale de F.H. Cardoso.

### Transition démocratique
Il réussit à obtenir un poste à l'université de Campinas, qu'il conserva jusqu'en 1983. Chercheur au Centro Brasileiro de Análise e Planejamento (pt), il collabore à la rédaction du programme électoral de Franco Montoro, candidat du PMDB (Parti du mouvement démocratique brésilien) à la gouvernance de São Paulo (SP). Après l'élection de ce dernier, il sera appelé au secrétariat à l'aménagement.
En décembre 1984, il démissionne pour se consacrer à la corédaction du programme économique de Tancredo Neves, candidat de l'opposition à la présidentielle. Il travaille aux côtés de l'économiste Celso Furtado, l'ex-ministre Hélio Beltrão (pt) et Sérgio Coutinho. Après le décès de Neves, en avril 1985, il revient à son poste de secrétaire à l'aménagement de SP.
Ministrable la même année, après la démission du Ministre des Finances Francisco Dornelles (pt) en août, on lui préfère finalement Dílson Funaro (pt). La situation se répète deux ans plus tard, mais le portefeuille échoit à Luís Carlos Bresser Pereira (pt).
Le 13 février 1986, il démissionne à nouveau afin de se présenter aux législatives, devant réunir une Assemblée constituante, sous les ailes du PMDB. Il soutient le Plano Cruzado (pt), qui gèle les prix afin de contenir l'inflation, le qualifiant de « démocratique » par contraste avec les plans de rigueur précédents. Avec 160 000 voix, il arrive quatrième à São Paulo.
À la Constituante, il est notamment à l'origine du Fundo de Amparo ao Trabalhador (pt), organisme d'assurance chômage. Il participe aussi à la création de FINSOCIAL, un organisme d'aides sociales, et de fonds régionaux de développement, tel les Fundo de Participação dos Municípios (pt). Il s'oppose, en revanche, à l'expansion de la zone franche (pt) de Manaus.
En juin 1988, c'est l'un des fondateurs du Parti de la social-démocratie brésilienne (PSDB). Il est membre du comité exécutif national jusqu'en 1991. Candidat à la municipale de São Paulo en 1988, il arrive quatrième, derrière, notamment, Paulo Maluf.
En 1990, il est réélu député fédéral, avec 340 000 voix, ce qui le place parmi les premiers. Il reçoit alors l'appui de la Fédération brésilienne des banques (pt). L'année suivante, alors qu'il siège dans l'opposition, le président Fernando Collor lui propose le portefeuille des Finances, qu'il décline. Le 29 septembre 1992, il votera en faveur de la procédure d'impeachment lancé contre le président pour suspicion de corruption.
Élu sénateur en 1994 avec 6,5 millions de suffrages, il soutient le Plano Real (pt) de rigueur économique afin de lutter contre l'hyperinflation.

### Années 2000

#### Ministre et présidentielle de 2002
L'année suivante, il est nommé ministre de la Planification et du Budget du gouvernement Fernando Henrique Cardoso, laissant sa place au Sénat à son remplaçant Pedro Piva (pt). En 1998, il est nommé ministre de la Santé où il négocie avec les multinationales afin de fabriquer des médicaments génériques pour lutter contre le SIDA et réussit à organiser des soins de trithérapie gratuits.
Le 9 décembre 2011, le journaliste d'investigation Amaury Ribeiro Jr publie le livre A Privataria Tucana qui fait état de corruption lors des privatisations menées par le gouvernement de Fernando Henrique Cardoso. José Serra aurait compté parmi les bénéficiaires de ces détournements de fonds.
José Serra est candidat contre celui du Parti des travailleurs, Luís Inácio da Silva, lors de l'élection présidentielle de 2002. Au second tour, ce dernier l'emporte avec 61,27 % des voix.

#### Carrière à São Paulo
Il est élu, en 2004, à la mairie de São Paulo, la plus grande ville du Brésil et de l'Amérique du Sud, avec 55 % des suffrages au second tour, face à la sortante Marta Suplicy (PT). En mars 2006, il abandonne la mairie de São Paulo pour briguer le poste de gouverneur de l'État de São Paulo : il est élu dès le premier tour, avec 57,93 %, des suffrages, face au sénateur Aloizio Mercadante (PT).

### Années 2010

#### Élection présidentielle de 2010
Le 10 avril 2010, lors d'un rassemblement à Brasilia, sa candidature à l'élection présidentielle du 3 octobre reçoit le soutien des principaux partis de l'opposition (le PSDB, les Démocrates, le PPS). Comme l'exige la loi électorale, il avait démissionné de son mandat de gouverneur de l'État de São Paulo quelques jours plus tôt.
Sur les questions de politique internationale, sa campagne est notamment axée sur la dénonciation du rapprochement avec l'Iran.
Au premier tour, il recueille 32,7 % des voix et arrive en deuxième position, derrière Dilma Rousseff, candidate du Parti des travailleurs, et se qualifie donc pour le second tour. Il est finalement battu par Rousseff, le 31 octobre, par 43,95 % des suffrages contre 56,05 % à son adversaire.

#### Ministre des Affaires étrangères
Le 12 mai 2016, il est nommé ministre des Affaires étrangères dans le gouvernement formé par le président Michel Temer. Il conserve cette fonction jusqu'au 22 février 2017, date à laquelle il démissionne pour raisons de santé.

### Affaires de corruption
Les campagnes électorales de José Serra ont été soutenues financièrement par des compagnies pétrolières américaines comme Exxon Mobil et Chevron. José Serra a secrètement promis de vendre à ces entreprises les droits sur de nouveaux gisements pétroliers. WikiLeaks a également publié plusieurs documents issus de l’ambassade américaine au Brésil montrant que Serra a promis à Chevron de lui transférer des acticvités jusqu'alors exercées par la compagnie nationale Petrobras en cas de victoire à l'élection présidentielle. Au Sénat, il a été à l’initiative de propositions de loi favorables aux intérêts des compagnies pétrolières étrangères.
Il est soupçonné d'avoir fait bénéficier ses proches d’emplois fictifs au Sénat.
Il est en avril 2017 formellement accusé par la justice brésilienne de corruption.
En juillet 2020, José Serra et sa fille sont inculpés pour blanchiment d'argent dans le cadre de l'opération Lava Jato. Serra aurait perçu des pots-de-vin d'Odebrecht en échange en échange de l’attribution à l'entreprise de contrats publics en 2006 et 2007, alors qu'il était gouverneur. 